# Urwista Turnia

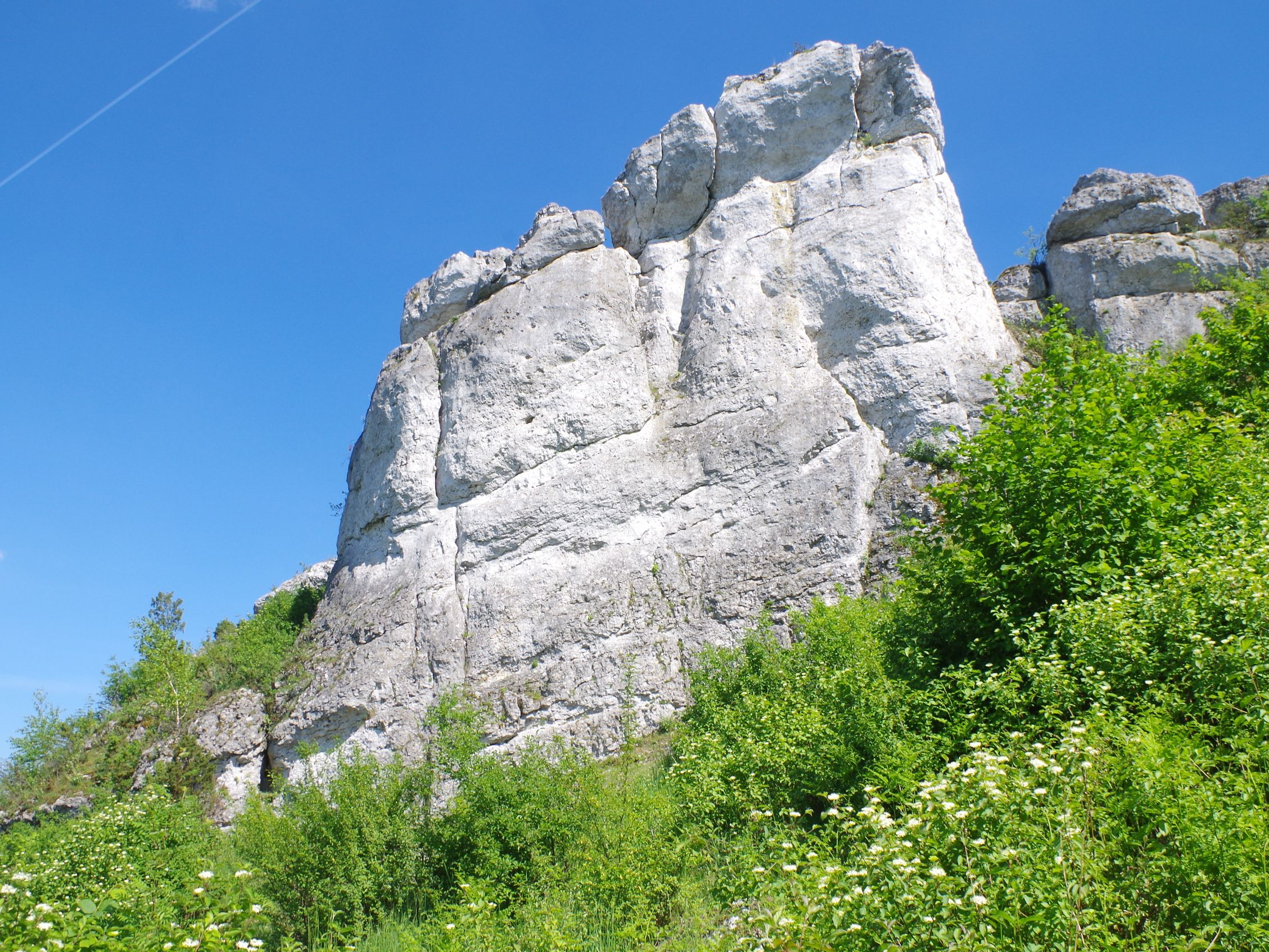
Urwista Turnia

Urwista Turnia, Urwista – skała na wzgórzu Lipówki na Wyżynie Częstochowskiej, w południowo-wschodniej części miejscowości Olsztyn w województwie śląskim, w powiecie częstochowskim, w gminie Olsztyn. Wraz ze skałami Płetwa i Podcięta Turnia tworzy zwartą grupę skalną w północno-wschodniej części wzgórza. Wszystkie skały znajdują się na terenie otwartym.
Zbudowana z wapieni skała ma wysokość 17 m. Ma lite, połogie i pionowe ściany z filarem. Wspinacze poprowadzili na niej 14 dróg wspinaczkowych o trudności od V do VI.4 w skali Kurtyki. Mają wystawę północno-zachodnią lub zachodnią. Na części dróg zamontowano stałe punkty asekuracyjne: ringi (r) i stanowiska zjazdowe (st).

1. Bebok; VI+, 6r + st
2. Eksploracja; VI.1+, 6r + st
3. Dülfer; V, 3r + st (nie wystarczą same ekspresy)
4. Sexploracja; VI.2, 6r + st
5. Prostowanie ogrodów; VI.2, 6r + st
6. Wiszące ogrody; V+, 5r + st
7. W moim ogrodzie; VI.+, 6r + st
8. Haszysz; V+, 4r + st
9. Auto; VI, 6r + st (nie wystarczą same ekspresy)
10. W cieniu mistrza; VI.2+, 8r + st (droga szczególnie polecana)
11. Rowerek; VI.1+, 8r + st
12. He-Man; VI.4, 5r + st (droga szczególnie polecana)
13. Poławiacze pereł; VI.1, 6r + st
14. Za jeden cent; VI+?[2].